# Kazimierz Kaden
Kazimierz Kaden (ur. 5 września 1861 we wsi Grobla k. Bochni, zm. 24 sierpnia 1917 w Rabce) – lekarz pediatra, właściciel Rabki.

## Życiorys
Gimnazjum ukończył w Krakowie w 1878 r., zapisał się na Wydział Lekarski Uniwersytetu Jagiellońskiego, studia ukończył, uzyskując doktorat 5 maja 1886. Praktyki odbył w Berlinie i Wiedniu, od 1887 r. pracował we Lwowie, a w czasie wakacji jako lekarz w uzdrowisku w Iwoniczu-Zdroju. W latach 1892–1896 pracował w Krakowie.
Pod wpływem Macieja Jakubowskiego przeniósł się do Rabki w 1896 r., obejmując kierownictwo zakładu leczniczego, a w 1898 r. kupił uzdrowisko od Laury Zubrzyckiej, wdowy po dotychczasowym właścicielu Julianie Zubrzyckim, porzucając praktykę lekarską. Od 1900 r. rozbudował uzdrowisko, założył park zdrojowy, prowadził odwierty źródeł solankowych, wybudował wodociągi i elektrownię. Podczas I wojny światowej prowadził spółkę budowlaną „Dr Kaden i spółka” w Krakowie. Była ona wykonawcą stodół i budynków gospodarczych dla Centrali Krajowej dla Gospodarczej Odbudowy Galicji.

## Rodzina
Był synem ziemianina i adwokata Gustawa Adolfa Kadena i Róży z Hupertów, wnukiem weterana powstania listopadowego Ernesta Leopolda. Miał ośmioro rodzeństwa, m.in.: bankowca Henryka Ferdynanda Kadena, aktora Czesława Jana Kadena, siostrę Helenę po mężu Bandrowską, matkę literatów Juliusza Kadena-Bandrowskiego i Jerzego Bandrowskiego. 2 lipca 1887 r. poślubił Walerię Mayzel, z którą miał czworo dzieci: pisarza i malarza Adama Kadena, lekarza i balneologa Kazimierza Kadena, Helenę po mężu Wieczorkowską (1890–1952) i Marię Magdalenę po mężu Heller. Jego synem był także malarz Tadeusz Fuss-Kaden. Został pochowany na Starym Cmentarzu w Rabce przy ul. Orkana.